# Línea 70 (Córdoba)
La Línea 70 es una línea de transporte urbano de pasajeros de la ciudad de Córdoba (Argentina). El servicio está actualmente operado por la empresa TAMSE.
Anteriormente el servicio de la Línea 70 era operado por la Empresa Ciudad de Córdoba a través de dos líneas E y E4 desde 2002, hasta que el 1 de marzo de 2014, con la implementación del nuevo sistema de transporte público las dos líneas del corredor E se fusionan con la 70 y desde 2015 con la quiebra de ciudad de córdoba, el corredor 7 y otros corredores pasan a manos de Autobuses Santa Fe bajo el nombre de Autobuses Córdoba (Aucor), más tarde Aucor deja de existir y pasan a manos de ERSA Urbano donde está operó hasta el 1º de marzo de 2024 cuando pasó a manos de TAMSE junto con los corredores 2 y 5, y parte del 7 actualmente.

## Recorrido
De Bº Miralta Hasta Bº Valle Escondido.
 Servicio diurno y nocturno.
Ida: De Agustín Garzón y Lola Mora – por ésta – Alejo Bruix – Tulumba – Estados Unidos -Mario Bravo – San Jerónimo – Río De la Plata – López y Planes – Diego de Torres – San Jerónimo – Carlos Pellegrini – Entre Ríos – Concordia – Agustín Garzón – Bv. Juan Domingo Perón – San Jerónimo – Bv. Chacabuco – Av. Maipú – Sarmiento – Humberto Primo – Nicolás Avellaneda – Av. Colón – Colectora nudo Tropezón – Mahatma Gandhi – Av. Pablo Ardizone – Padres Salecianos – Av. Santiago Costamagna – Mahatma Gandhi – Soldado Ramón Ángel Cabrera – República de China hasta la última Rotonda de Valle Escondido.
Vuelta: De Ultima Rotonda Av. República de China – Av. República de China – Soldado Ramón Ángel Cabrera – Mahatma Gandhi – Av. Santiago Costamagna – Nicolás Mascardi – Esteban Pagliere – Mahatma Gandhi – Av. Ejército Argentino – Retorno – Av. Ejército Argentino – Av. Colón – Av. Emilio Olmos – Bv. Guzmán – Bv. Juan Domingo Perón – Agustín Garzón – José M. Solares – Estados Unidos – Tulumba – Alejo Bruix – Lola Mora hasta Agustín Garzón.